# Kastanienkappen-Glanzschwänzchen
Das Kastanienkappen-Glanzschwänzchen (Chalcostigma ruficeps) oder manchmal auch Rotkappen-Glanzschwänzchen ist eine Vogelart aus der Familie der Kolibris (Trochilidae), die in Ecuador, Peru und Bolivien vorkommt. Der Bestand wird von der IUCN als „nicht gefährdet“ (least concern) eingeschätzt. Die Art gilt als monotypisch.

## Merkmale

Kastanienkappen-Glanzschwänzchen, Zeichnung

Das Kastanienkappen-Glanzschwänzchen erreicht eine Körperlänge von etwa 10,5 cm bei einem Gewicht 3,3 bis 3,9 g. Das Männchen hat einen kurzen, geraden schwarzen Schnabel. Die Oberseite ist flaschengrün, die Unterseite rötlich braun mit grünen Sprenkeln speziell an den Seiten. Der Oberkopf ist mahagonibraun. Der schmale Kehlfleck ist smaragdgrün und geht oft an den unteren Rändern von gelbgrün über gelb ins Goldgelb über. Der Schwanz ist matt olivgrün. Das Weibchen hat eine ockerorange Kehle und Brust. Die Seiten sind olivgrün gefleckt und werden heller am Bauch. Die äußeren Steuerfedern haben helle Spitzen. Jungtiere ähneln den Weibchen.

## Verhalten und Ernährung
Das Kastanienkappen-Glanzschwänzchen bezieht seinen Nektar u. a. von Schwarzmundgewächsen der Gattungen Miconia und Tibouchina, von Vallea stipularis und von Fuchsia canescens. Gelegentlich sticht es die Basis von Fuchsien und anderen Pflanzen mit langen Kronblättern an, um an den Nektar zu gelangen, oder nutzt Schlitze, die beispielsweise von Hakenschnäbeln (Diglossa Wagler, 1832) bereits gebohrt wurden. Selten holt es sich den Nektar im Schwirrflug, denn meist klammert es sich dabei an den Blütenstand. Des Weiteren ernährt es sich von Insekten. Männchen verteidigen ihr Futterterritorium. Die Futtersuche erfolgt in den unteren bis mittleren Straten.

## Fortpflanzung
Die Brutsaison des Kastanienkappen-Glanzschwänzchens ist in Bolivien von Dezember bis März. Im August wurden in Bolivien und von Juli bis Oktober in Peru Exemplare mit vergrößerten Gonaden analysiert. Das Gelege besteht aus zwei Eiern. Das Ausbrüten erfolgt durch das Weibchen.

## Lautäußerungen
Der Gesang des Kastanienkappen-Glanzschwänzchens ist wenig bekannt. Die Laute, die es von sich gibt, beinhalten kurze, trockene, ratternde trr-trr-Laute, die es in Intervallen wiederholt, sowie ein an- und absteigendes Gezwitscher, welches wie t-tr-tr-tsi-tsii-tititrrr klingt.

## Verbreitung und Lebensraum

Verbreitungsgebiet des Kastanienkappen-Glanzschwänzchens

Das Kastanienkappen-Glanzschwänzchen bevorzugt feuchte Sekundärvegetation, Uferdickicht und Lichtungen in feuchten Bergwäldern sowie moosbewachsenen Wolken- und Nebelwald. Hier bewegt es sich in Höhenlagen von 1400 bis 3500 Metern, gelegentlich sogar bis 3800 Meter. Am häufigsten ist es in Höhenlagen um 2500 Meter unterwegs.

## Migration
Das Zugverhalten des Kastanienkappen-Glanzschwänzchens ist wenig erforscht. Wahrscheinlich zieht es als saisonaler Strichvogel in den Höhenlagen umher. Akzeptiert man die Beobachtungen von Karl-Ludwig Schuchmann am Cerro Pan de Azúcar Miraflores im Valle del Cauca, so könnte es durchaus Wanderbewegungen des Kastanienkappen-Glanzschwänzchens geben.

## Etymologie und Forschungsgeschichte
Die Erstbeschreibung des Kastanienkappen-Glanzschwänzchens erfolgte 1846 durch John Gould unter dem wissenschaftlichen Namen Trochilus (--?) ruficeps. Das Typusexemplar stammte aus Bolivien. 1854 führte Heinrich Gottlieb Ludwig Reichenbach die neue Gattung Chalcostigma ein. Dieser Name leitet sich von den griechischen Wörtern χαλκός chalkós für „Bronze, bronzefarben“ und στίγμα stígma für „Merkmal, Markierung“ ab. Der Artname ruficeps ist ein lateinisches Wortgebilde aus rufus für „rot, rötlich“ und -ceps, caput, capitis für „-köpfig, Kopf“.